# Centaurea tomentella
Centaurea tomentella — вид квіткових рослин родини айстрових (Asteraceae). Ареал: пд.-цн. Туреччина. 
Цей вид занесений до Червоної книги Туреччини як вид, що перебуває під загрозою зникнення. Росте напівзасушливих середовищах Туреччини. Популяції цього ендемічного виду перебувають перед загрозою зникнення через його дуже активні квіти. Квіти збирають без розбору у великих масштабах і постійно продають на ринках, що загрожує стійкості популяцій і вимагає захисту та вирощування рослини.

## Морфологічна характеристика
Належить до підроду Cynaroides. Це багаторічна рослина з прямовисним стеблом заввишки 25–80 см і міцним, мало запушеним або волокнистим листям; прикореневі — видовжено-серцеподібні, черешкові, нижні — ланцетні з крилатими черешками, розширеними біля основи; серединні листки ланцетні або широколанцетні, верхні — ланцетні, сидячі. Квіткові голови розташовані в колосі або китиці (квітконоси до 8 см). Обгортка ≈ 30 заввишки та 25–30 мм завширшки, від яйцюватої до кулястої форми. Придатки дуже міцні, солом'яного кольору. Квітки пурпурні. Папус має довжину ≈ 8 мм.